# 拓洋 (測量船・2代)
拓洋（JCG Takuyō、HL-02）は、海上保安庁の測量船。公称船型は大型測量船。

## 来歴
新海洋秩序の確立を目指して1973年に開幕した第三次国連海洋法会議を通じて、沿岸から200海里以内に所在する資源の管轄権を認める排他的経済水域の概念が提唱され、日本でも1977年に領海法および漁業水域に関する暫定措置法が施行されて、200海里の漁業水域が設定された。
従来の大陸棚条約では、公海であっても大陸棚であれば海底及び海底下に管轄権を認めることになっていたが、国連海洋法会議でも基本的にこの方針が踏襲され、200海里の外でも、海底の地形や地質が一定の条件を満たす場合には、大陸棚として主権的権利を認めることになっていた。しかし大陸棚としての権利を主張するためには、これを証明する科学的および技術的データを、国際連合に設置された大陸棚限界委員会に提出する必要があった。
海上保安庁では、1967年から着手した「海の基本図」作成の一環としての大陸棚調査を行ってきたが、大陸棚限界委員会への申請のため、新たに大陸棚の限界確定を主目的とした調査が開始されることになった。また「海の基本図」作成も継続する必要があったほか、西太平洋国際共同調査（WESTPAC）や離島基礎情報図の作成なども重要業務として指摘されていた。当時総理府におかれていた海洋開発審議会でも、観測船の増強を含めた200海里海域の調査拡大を強調した答申がなされた。このような情勢を受けて、1980年代前半の解役が予定されていた「拓洋」（昭和30年度計画、770総トン）の代船として建造されたのが本船である。

## 設計
設計面では、初代「昭洋」および航路標識測定船「つしま」が手本とされた。船型は長船首楼型、船体構造は横肋骨構造であるが、上甲板および船楼甲板は縦肋骨構造とされた。測量時には船体動揺を極力抑えることが望ましいが、性格上から漂泊ないし低速航行時が多いことを考慮して、減揺装置としては可変周期型の減揺タンクが採用された。
主機関としては、富士6S40Bディーゼルエンジン（2,600馬力 / 380 rpm）が採用された。推進器は可変ピッチ・プロペラである。また精密な操船が求められる性格上からバウスラスタも備えているが、航走時の泡や水中雑音低減のため、ここには開閉式の扉装置が設けられている。
電源としては、主軸駆動発電装置（600,333 kVA）のほか、久保田鉄工の6D17BHCSMディーゼルエンジンを原動機とした三菱電機製主発電機（400 kVA）2基を搭載した。

## 装備

### 測位・地形測量
海洋測量装置としては、船底に設置されたシービーム型マルチビーム音響測深機（MBES）をはじめとして、浅海用測深機、プロトン磁力計、海上重力計、複合測位装置、測量観測データ収録装置などが搭載された。
このうち、シービームはアメリカ合衆国のジェネラル・インストゥルメント社製のマルチビーム音響測深機であり、日本では初、世界的にも7番目の導入であった。853/Eナロー・ビーム測深機と 875/Cエコー処理器から構成されており、船底の船首尾線に沿って、船首側に20個の送波器が、また船尾側に40個の受波器が配置されていた。待受け受振方式を採用しており、16本の待受けビーム（preformed beam）を合成することができた。それぞれのビームは2度40分×2度40分と非常に細い測深ビームとすることができ、1回の超音波の発振で16個の高精度の水深情報を得ることができた。これにより、海底地形を即座に等深線図として作図することができた。また順次にバージョンアップを図っており、1995年8月以降はシービーム210、その後さらにシービーム2112となっている。
また本船では、複合測位装置も装備化された。これは複数の測位システムの情報を総合し、それぞれの場所や時間帯に応じて、最も適切な情報を採用、あるいは統合して測位するものであり、本船では、マグナボックス社の200型システムとして、衛星測位システム受信機2基、ロランC受信機2基、セシウム標準発振器、ヒューレット・パッカード社製HP/2117F電子計算機1基を搭載した。
そして2017年末から2018年2月にかけて高機能化工事が行われ、浅海（200メートル以浅）用のマルチビーム音響測深機が追加装備された。中深度や深海用のマルチビーム音響測深機でも浅海域の測量は可能だが、周波数の異なる専用機を用いたほうが、より精度が高い測量が可能とされる。

### 地質・地層調査
海底の地質・地殻構造探査のためには、深海用音波探査装置と3.5 kHz表層探査装置、地殻熱流量計つき柱状採泥器が搭載された。このうち深海用音波探査装置は、いわゆるマルチチャンネル反射法探査装置として後日装備されたものであり、マルチ12チャンネル対応の受信部を備え、そのためのデジタルストリーマーケーブルは600メートル分を搭載した。

### 環境・海象調査
一般海洋観測のためには、塩分・水温・深度測定装置（CTD）、曳航式水温測定装置、舶用波浪計、深海流速計システム、深海用カメラ、海象データ処理装置などが搭載された。

### 搭載艇
当初は、12メートル型測量艇2隻を搭載していた。その後、2000年の三宅島噴火などを背景として、同年度補正計画で遠隔操縦可能な「高度防災測量艇」が開発されて、測量艇の片方と交代するかたちで本船に搭載された。これは当初、初代「昭洋」の「マンボウ」、2代目「昭洋」の「マンボウII」に続く「マンボウIII」と称されていた。後に小型測量船「じんべい」（HS-11）として船籍を与えられたが、その後も、運用は本船とセットで行われており、固有の乗組員は配されていない。小型船ながら、浅海用マルチビーム音響測深機や鉛直水温連続測定装置（XBT）、採水装置などを備えている。建造所は瀬戸内クラフトである。
また2012年から2013年にかけて、ISE社の無人探査機（AUV）であるエクスプローラー（海保では「ごんどう」と通称する）2機の運用能力が付与された。その後、2017年から行われた上記の高機能化工事の際に高画質のカラー動画カメラを設置するなどの改良が加えられて全長・重量ともに増大したほか、「じんべい」にかわって英ASV社の自律型無人測量艇C-ワーカー7が搭載された。これに伴い、揚降用のダビットはクレーンに換装されたほか、マストのプラットフォーム周囲にはASVとの通信のための平面アンテナが設置された。「じんべい」は現在「光洋（HL-12）」に搭載されて運用されている。

## 船歴
大陸棚限界調査は、本船の就役にあわせて、昭和58年度より開始された。後には新造の「昭洋」も加わり、1983年から2008年6月までの25年にわたって調査が実施され、測量船が航行した距離は108万キロ（地球27周分）に達した。この調査に基づいた申請により、2012年4月には、約31万平方キロメートルにおよぶ大陸棚の延長が承認された。
2012年から2013年にかけて延命工事を実施し、後部マストの撤去や船橋部及び前部マストの交換、搭載機器の更新等が行われた。
2014年6月には、「ごんどう」を用いた調査で、久米島西方30キロに国内最大の海底熱水鉱床が発見され、同機の名前をとって「ごんどうサイト」と命名された。
2016年7月22日夕方、測量調査中に「ごんどう1」が拓洋の左舷スクリューに接触し全損した。拓洋も左舷スクリューの異常で右舷スクリューのみで東京港に帰投した。
老朽化が進んでいるため、令和6年度予算概算要求において代船の建造が要求されている